# Avtopat A3
Die Avtopat A3 (ehm. Polaavtopat M5 und Polaavtopat M5K) ist eine nordmazedonische Halbautobahn, die von der A2 bei Podmolje am Ohridsee über Ohrid, Bitola, Prilep, Veles und Štip zur bulgarischen Grenze bei Delčevo führt.

## Ausbaustand
Derzeit ist nur das Teilstück zwischen Bitola und Prilep sowie die Umfahrung von Štip als Halbautobahn ausgeführt. Die Abschnitte verfügen bis auf die Anschlussstelle Bitola-zapad über höhenfreien Kreuzungen. Ein weiteres Teilstück ist zwischen Izvor bis zur A1 bei Otovica als Umfahrung von Veles in Bau. Die Zweigstrecke zwischen Bitola und Medzhitlija an der griechischen Grenze ist seit 2011 ein Teil der A3 und soll in Zukunft auch zu eine Halbautobahn ausgebaut werden. Derzeit wird die A3 zwischen Prilep und Bitola zur Autobahn ausgebaut. Die Fertigstellung ist für 2027 geplant.

## Besonderheit
Obwohl das Teilstück zwischen Prilep und Veles auf vielen Karten als Nationalstraße und Hauptverbindung eingezeichnet ist, handelt es sich bei diesem Streckenabschnitt nur um eine unbefestigte Straße. Stattdessen wird die Nationalstraße 513 als Hauptverbindung zwischen Prilep und Veles (über die A1) genutzt. Dieser Streckenabschnitt wird aber nun zu einer vollwertigen Straße ausgebaut.